# 细叶泽藓
细叶泽藓（学名：Philonotis thwaitesii）为珠藓科泽藓属下的一个种。